# Cantonul Saint-Jean-le-Blanc
Cantonul Saint-Jean-le-Blanc este un canton din arondismentul Orléans, departamentul Loiret, regiunea Centru, Franța.

## Comune
- Saint-Cyr-en-Val
- Saint-Denis-en-Val
- Saint-Jean-le-Blanc (reședință)